# Olaria AC
Olaria Atlético Clube – brazylijski klub piłkarski z siedzibą w mieście Rio de Janeiro, w dzielnicy Olaria.

## Osiągnięcia
- Mistrz trzeciej ligi brazylijskiej (Campeonato Brasileiro Série C): 1981
- Mistrz drugiej ligi stanu Rio de Janeiro: 1931, 1938, 1980, 1983

## Historia
Klub założony został 1 lipca 1915 roku pod nazwą Japonês Futebol Clube, jednak jeszcze w tym samym roku kierujący klubem Calorino Martins Arantes zmienił nazwę na Olaria Atlético Clube, licząc na to, że klub nawiązujący nazwą do dzielnicy, w której ma siedzibę, przyciągnie do siebie większą rzeszę kibiców.
W 1974 roku drużyna wzięła udział w rozgrywkach pierwszej ligi brazylijskiej (Campeonato Brasileiro Série A) zajmując 28 miejsce. W 1981 roku klub wygrał trzecią ligę brazylijską (Campeonato Brasileiro Série C), znaną też pod nazwą Taça de Bronze (Brązowy Puchar). W finale zespół pokonał klub Santo Amaro ze stanu Pernambuco. W 1983 roku drużyna wygrała drugą ligę stanu Rio de Janeiro (Campeonato Carioca) i awansowała do pierwszej ligi. W 2003 roku zespół znów zagrał w trzeciej lidze brazylijskiej, jednak tym razem wyeliminowana została w trzeciej rundzie przez klub Cabofriense.

## Byli znani piłkarze
- Romário (zaczynał karierę w 1983, grał dla Olarii w drużynie młodzieżowej[1])
- Mehmet Aurélio (2001)
- Garrincha (1972)
- Antônio Lopes (1958–1961)